# Abraxas wegneri
Abraxas wegneri är en fjärilsart som beskrevs av Louis Beethoven Prout 1935. Abraxas wegneri ingår i släktet Abraxas och familjen mätare. Inga underarter finns listade i Catalogue of Life.